# Hans Küne (Münzmeister)
Hans Küne auch Köhne, Kühne oder Khünen; (* vor 1556; † 1570) war ein Herzoglich Braunschweigisch-Lüneburgischer Münzmeister in Goslar.

## Leben
Hans Küne wurde im Jahr 1556 erster Münzmeister der erst kurz zuvor nach Goslar verlegten dortigen Münze, die in dem Klostergebäude beim St. Vitustor eingerichtet worden war. Küne versah sein Amt in Goslar zunächst nur wenige Jahre, bis er 1563 durch Lazarus Erker abgelöst wurde. Da dieser seine Kunst jedoch anscheinend eigennützig missbraucht hatte, übernahm Küne bald darauf im Jahr 1565 und bis zu seinem Tode im Jahr 1570 erneut die Aufgaben des Goslarer Münzmeisters. In dieser Zeit stand ihm der 1564 bis 1570 in Goslar tätige Münzwardein Georg Stumpfelt (oder Georg Stumpfeldt) zur Seite.
Das Münzzeichen Künes bestand – ähnlich dem seines Sohnes – aus einem Doppelkreuz, jedoch mit zwei Querbalken.
Nachfolger Künes wurde 1570 sein Sohn Andreas Küne.

## Bekannte Gepräge
An Prägungen Künes sind bekannt
- die Taler von 1566, 1568 und 1569, wie sie in Philipp Julius Rehtmeyers Braunschweig-Lüneburgische Chronica ... in der Tabelle V Nummern 10 bis 12, in der Tabelle VI Nummer 1 dargestellt sind.[3]